# Margaret Roper
Margaret Roper (1505–1544) fue una escritora y traductora inglesa. Roper, la hija mayor de Sir Tomás Moro, está considerada como una de las mujeres con más estudios de la Inglaterra del siglo XVI. Roper es reconocida por su espíritu filial y sus logros académicos. La publicación más conocida de Roper es una traducción del latín al inglés de Precatio Dominica de Erasmo publicada como Tratado Devoto sobre el Paternoster. Además, escribió muchas epístolas latinas y cartas en inglés, así como un tratado original titulado Las cuatro últimas cosas . También tradujo la Historia Eclesiástica de Eusebio del griego al latín.

## Primeros años
Margaret Moro era la hija mayor del Sir Tomás Moro y de Joanna "Jane" Colt. Colt era la hija de un caballero de Essex que murió por causas desconocidas en 1511. Se cree que Margaret fue bautizada en la iglesia de San Esteban, templo situado enfrente de la casa de la familia Moro. Margaret tenía cuatro hermanos: Elizabeth, Cecily, John, hijos de Joanna, y, Margaret Giggs, hija de un vecino adoptada tras la defunción de su padre.
Después de la muerte de Joanna Colt, Sir Tomás Moro se casó con la viuda Alice Middleton. El matrimonio de Moro con Middleton aportó una hermanastra, de nombre Alice como su madre, a Margaret y sus hermanos. Alice Middleton y Tomás Moro no tuvieron hijos. Roper pasó la mayor parte de su niñez en el Barge, Bucklersbury. En 1524, la familia Roper y la familia Moro se mudaron a una casa en Chelsea, Middlesex. Era una grande y espaciosa mansión situada junto al río Támesis, que luego sería reemplazada por la Beaufort House. Allí, Erasmo, un amigo cercano de Moro, disfrutó de muchos días felices, y Hans Holbein el Joven pintó algunos de sus mejores cuadros.
Roper mostró indicios tempranos de habilidades intelectuales extraordinarias, profunda devoción por Dios, y se cita por tener "la disposición más amable y afectuosa". Ella y sus hermanos fueron educados en la tradición humanista por Tomás Moro,y su tutor William Gunnell. Roper era competente en griego y latín, prosa y verso, filosofía e historia, y tenía un conocimiento profundo sobre música, aritmética y algunas otras ciencias. En sus cartas, Moro aclara su deseo de educar a sus hijas de la misma manera que a sus hijos. En los estudios de sus hijos, Moro enfatizó las traducciones como la mejor forma de enseñar idiomas, facilitando así la experiencia de Roper y luego trabajando con traducciones. Moro apostó por la educación de las mujeres, pero dentro de ciertos límites: cualquier trabajo que completen debe permanecer dentro de la esfera privada.

## Vida personal
Margaret se casó con William Roper en 1521 en Eltham, Kent, e hicieron su hogar en Well Hall, Eltham. Ella, como el resto de su familia, era un sincera adherente a los principios de la Iglesia católica ; habiéndose casado con William, un luterano, se dice que ella lo convirtió de nuevo a la religión de sus padres. William era el hijo de John Roper, Esq. protonotario de King's Bench, y poseedor de una propiedad en Eltham, Kent. Roper y su esposo tuvieron cinco hijos: Elizabeth (1523–60), Margaret (1526–88), Thomas (1533–98), Mary (d. 1572) y Anthony (1544–1597). La tercera hija de Roper, Mary, también es conocida por su trabajo de traducción. William Roper ("hijo Roper", como lo menciona Tomás Moro) produjo la primera biografía del estadista, pero su homenaje a su suegro no se recuerda tan bien como los esfuerzos de su esposa. La biografía de William Roper sobre Moro tiene peso debido a su papel como testigo en el famoso desacuerdo de Enrique VIII y Moro.

## Trayectoria
Roper fue la primera mujer sin sangre real en publicar una traducción. Esta fue su traducción de la obra latina, Precatio Dominica de Erasmo, en inglés A Devout Tretatise upon Paternoster. Erasmo quedó impresionado por sus habilidades y le dedicó Comentario sobre el himno cristiano de Prudencio (1523). Según algunas fuentes, Erasmo escribió la mayor parte de su The Praise of Folly, durante una visita a Bucklersbury. La dedicación a The Praise of Folly cita en gran medida la amistad entre Tomás Moro Erasmo. En 1524, Roper también completó una traducción de los pensamientos de Erasmo sobre el Padrenuestro.

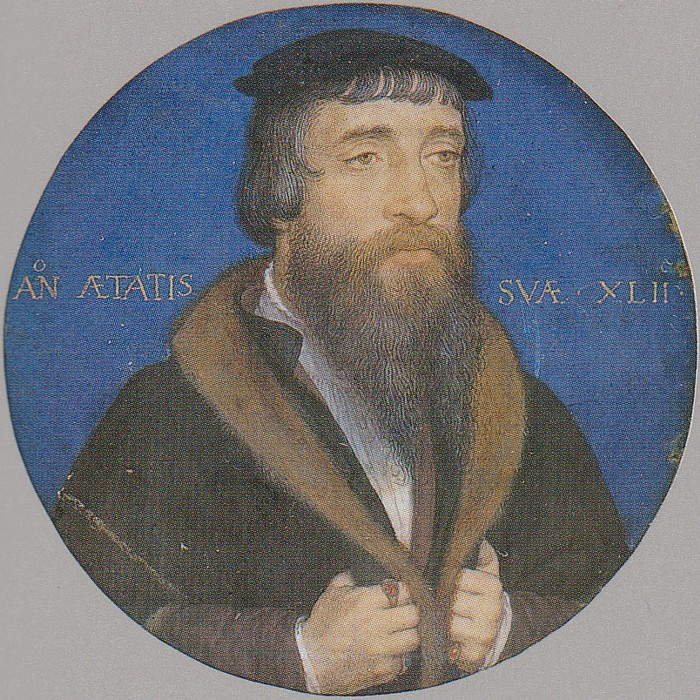
Miniatura de William Roper por Hans Holbein, el joven

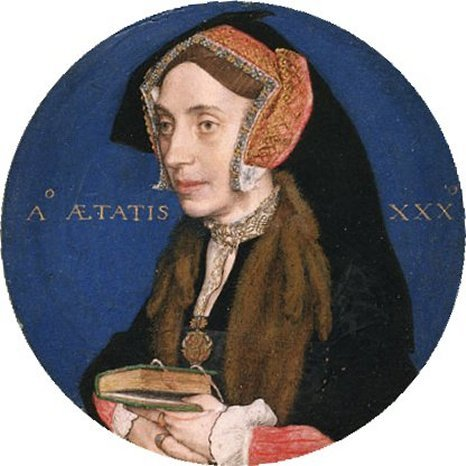
Miniatura de Margaret Roper, por Hans Holbein, el joven.

## Importancia de su trabajo
Las traducciones de Roper se pueden interpretar como contribución al debate contemporáneo entre los católicos y los protestantes. Jaime Goodrich, autor de Fieles Traductores: Autoría, Género, y Religión en la Inglaterra Moderna Temprana, explora esta relación con el trabajo de traducción de Roper. En medio del discurso sobre Erasmo de si apoyó o refutó la extensión del luteranismo, la traducción que hizo Roper sobre Erasmo ' A Devout Treatise upon the Paternoster' fue vista como investigación y utilizada como prueba de que las autoridades inglesas apoyaban a Erasmo.

## Su relación con Tomás Moro
La relación de Roper con su padre, Tomás Moro, es a menudo reconocida como un ejemplo de lealtad familiar. Moro a menudo se refiere a Roper como "Mi queridísima Meg".
Roper visitó con frecuencia a Moro durante su encarcelamiento en la Torre de Londres. Thomas Cromwell permitía las visitas con la esperanza de que Roper convenciera a Moro para que aceptara los Actos de Supremacía y de esta manera, evitar la ejecución. Durante sus visitas, Roper introducía a escondidas cartas y otras cosas para Moro. A Roper se le atribuye la preparación de un dossier que reúne las cartas escritas por Moro durante su estancia en la torre.
Tomás Moro fue decapitado en 1535 por negarse a aceptar los Actos de Supremacía y el Acta de Sucesión (1534) de Enrique VIII de Inglaterra y por no jurar lealtad a Enrique como jefe de la Iglesia inglesa. Posteriormente, la cabeza de Moro se exhibió en un pico del puente de Londres durante un mes. Roper sobornó al hombre al que le correspondía la tarea de tirar la cabeza al río para que se la diera a ella. La conservó con especias hasta su propia muerte en 1544, a la edad de 39 años. Después de su muerte, William Roper se hizo cargo de la cabeza, y la enterró junto a ella.
Moro y sus familiares fueron considerados traidores tras su ejecución. Roper tomó medidas para limpiar el nombre de su padre a título póstumo al contratar al antiguo secretario de Moro, John Harris, para así recopilar y recrear sus escritos y demostrar que no hay evidencia de traición en ellos.

## Muerte
Roper murió en 1544 y fue enterrada en la Iglesia Parroquial de Chelsea, "posiblemente con la cabeza de su padre". Su esposo, que la sobrevivió treinta y tres años, no volvió a casarse y honró su memoria al dedicar su vida al aprendizaje, a la beneficencia y a la caridad. Tras la muerte de su marido, Roper fue ingresada en la bóveda de la familia de Roper, en St. Dunstan's, Canterbury .

## En cultura popular
En el poema escrito por Alfred, Lord Tennyson Un Sueño de Mujeres Justas, señala a Margaret Roper ("quien abrazó en su último suspiro/ La cabeza de su padre asesinado") como un ejemplo de lealtad y amor familiar.
En la famosa obra de Robert Bolt, Un Hombre para la eternidad, Margaret y William Roper son los personajes principales. Bolt caracteriza a Roper como una mujer brillante y fuerte, soltera a sus veinte años. En la película de 1966, Ropert fue interpretada por Susannah York .
El programa de televisión de 2007 Los Tudor, que se centra en el reinado de Enrique VIII, Margaret Roper fue interpretada por la actriz Kathryn Beck. El espectáculo se centra en el conflicto entre Moro y Enrique VIII.
En el año 2015, en la serie de televisión Wolf Hall, Roper fue interpretada por Emma Hiddleston como un personaje que trabaja con su padre en las traducciones y lo ayuda con su correspondencia, y que participa junto con Moro en peligrosos pero expertos y cautelosos intercambios verbales con Thomas Cromwell.

## Legado
En muchos de los trabajos que mencionan a Roper, como la biografía oficial católica de Roper escrita por Nicholas Harpsfield, su narrativa fue frecuentemente olvidada, a causa de la influencia y su relación con Moro, mártir del catolicismo, cosa que la despojó de identidad propia.